# 1122

## Догађаји
- 13. фебруар – Ал-Мамун ал-Батаихи је формално проглашен везиром Фатимидског калифата од стране калифа ал-Амира.
- 8. август – Млетачка флота под дуждом Домеником Михелом са преко стотину бродова испловљава из Венеције, носећи војску од око 15.000 људи и материјал за опсаду у млетачки крсташки рат. Флота креће ка Палестини - али Млечани застају да нападну Крф (то је одмазда за одбијање цара Јована II да обнови ексклузивне трговачке привилегије). Шест месеци, током зиме 1122–23, Млечани су опседали византијско острво.
- 13. септембар – Гроф Жоселин I и Валеран од Ле Пуизеа су заробљени од стране турских снага предвођених Белеком Газијем близу Саруџа у северној Сирији. Белек нуди Жоселину слободу у замену за уступање Едесе. Он одбија да прихвати ове услове; Жоселин и Валеран и 60 других крсташа одведени су у замак у Харпуту.
- 23. септембар — Склопљен Вормски конкордат којим је завршена борба за инвеституру. Цар Хајнрих V признаје слободу избора свештенства и обећава да ће вратити сву црквену имовину. Овим се окончава борба за моћ између папства и Светог римског царства, позната као контроверза око инвеституре.

- Битка код Берое: Цар Јован II Комнин пребацује византијску војску из Мале Азије (где се борила против Селџучких Турака) на Балкан. Печенези који су поставили свој логор (брањен кружном формацијом кола) близу Бероје (данашња Бугарска) су поражени. Јован наређује Варјашкој гарди (око 480 људи), елитној Палатској стражи, да се пробије кроз печенешку одбрану, изазивајући општи пораз у њиховом логору. Преживели Печенези су заробљени и регрутовани у византијску војску.
- Краљ Алфонсо Арагонски борац створио је лаичку заједницу витезова познату као Братство Белчите. То је први локални покушај имитирања Реда темплара створеног у Палестини.
- Алморавидска флота напада Сицилију како би потиснула итало-норманске освајаче. Исте године муслиманско становништво Малте се побунило против Нормана.
- Опсада Тбилисија: Грузијци предвођени краљем Давидом IV („Градитељем“) поново су освојили град Тбилиси од Тбилисијског емирата након једногодишње опсаде. Давид га проглашава својом престоницом и уједињује грузијску државу.[7]

## Рођења
- Википедија:Непознат датум — Фридрих Барбароса, краљ Немачке и цар Светог римског царства († 1190)

## Смрти
- Ил Гази

- Роберт од Ремса